# Samsu-Ditana

Významná města Mezopotámie v 2. tisíciletí př. n. l.

Samsu-Ditana byl posledním babylonským králem z amoritské dynastie (1. babylonská dynastie). Vládl přibližně v letech 1625–1595 př. n. l.
Oproti době svého největšího rozkvětu za Chammurapiho zabírala babylonská říše (asi o 150 let později) v čase Samsu-Ditany výrazně menší rozlohu: stále však sahala od Babylónu a Eufratu po Mari a Terqu na severu. Stát byl však v rozkladu, úřady se stávaly dědičnými, královské výsady byly omezovány.
Kolem roku 1594 př. n. l. říši napadli Chetité pod vedením krále Muršiliše I. Samsu-Ditana byl sesazen, Babylón vypleněn a ponechán v troskách. Oslabená říše se poté stala snadnou kořistí pro Kassity, kteří Babylón obsadili a založili novou vládnoucí dynastii.